# 少年アシベの登場人物
少年アシベの登場人物 （しょうねんアシベのとうじょうじんぶつ）は、森下裕美原作の漫画作品『少年アシベ』、および続編の『COMAGOMA』・『青少年アシベ』に登場する人物の一覧。なお、人物ではなく人語も発しないゴマフアザラシが作中に登場するが、周囲の人間と簡易的に意思疎通できていることもあり、重要キャラクターであるため当頁にも記載する。
- 「声」はアニメ版『少年アシベ』『少年アシベ2』 / 『GO! GO! ゴマちゃん』の声優。
- 『COMAGOMA』、『青少年アシベ』および『GO! GO! ゴマちゃん』のみの人物（キャラクター）も含んでいる。

## 芦屋一家
芦屋 アシベ（あしや アシベ）
声 - 高山みなみ（OVA）→坂本千夏 / 河村梨恵
本作の主人公。小学1年生の少年でゴマちゃんの飼い主。
初対面でもすぐに打ち解けられる明るい性格で、年齢・性別を問わず友人に恵まれている。ナスのような髪型と縦型の瞳がトレードマーク。一人称は「オイラ」。元気いっぱいで聞く者が驚くほど声が大きい。夜中に怖い夢を見て、突然大きな声で泣き出し、アパート周辺の住人が驚いて次々と起きてしまったり、授業中に居眠りをした時も、寝言が大きすぎて周囲を驚かせたこともある。
中華料理店「王々軒」の娘、両々（リャンリャン）とも年上の仲良しの友達の一人であるが、両々と出会ったきっかけは、ある日、アシベが母ちゃんからおつかいを頼まれ、松本伊代の『オトナじゃないの』を大きな声で歌いながら道路を歩いていたところ、道端で両々に絡んでいた人相の悪い連中がアシベの大きな歌声に驚いて次々と倒れ、アシベが両々を知らず知らずのうちに助けていた。それ以降、両々をはじめとして、両々のパパ、バイトのリコ、アッキーの王々軒の人たちもアシベの年上の仲良しの友達となった。
スガオから教わった「博愛固め」でサカタの兄を締め付けた。『GO! GO! ゴマちゃん』ではサカタの弟などにもかけている。
実はピアノの才能がある（道行く人がその腕前をセロニアス・モンクと称したことがある）が、本人曰く「興味ない! 遊ぶほうがいい!」。絵も上手で登校しながらすらすらと絵を仕上げてしまったこともある。
作者が新幹線内で遭遇した少年がモデルであるという。
『青少年アシベ』では、天真爛漫な性格そのままに高校一年生へ成長。学校の成績は優秀。ゴマちゃんとその子孫達との水族館での遊泳を趣味としており、泳ぎの能力が非常に高い。様々な女性からアプローチを受けるも、自身の恋愛にはまだ疎い様子。また、小学5年生の頃に体格が大きくなったゴマちゃんを階段で抱えて歩いた際に転倒をし一度髪を全部剃られるほどの入院をした後に髪を金茶色に染めるなど顔を大きくイメチェンした逸話もある。
ゴマちゃん
声 - こおろぎさとみ / 東山奈央
ゴマフアザラシの赤ちゃん。体の色は真っ白。鳴き声は「キュー」。
芦屋家の家族の一員であり、周囲からもアイドル的な扱いで可愛がられているが、アシベの父ちゃんには枕や手拭き、挙げ句の果てには叩きの道具に利用されたり、アシベの母ちゃんにクッション代わりにされたり、一度だけであるがアシベの母ちゃんにアシベの父ちゃんを起こす目的でハリセン代わりにされたり、騙し討ちでインクを吸わされるなど散々な扱いを受けることも多い。また犬や特に野良猫に襲われることもしばしばである（猫たちに噛まれたり激しく身体中を爪で引っ掻かれたり、その日の夜中に襲われる夢を見て、うなされることもあった）。性別は不明だが、バレンタインデーのときの、サカタ兄弟のやりとりから周りの人々からはオスだと思われているようである（サカタの兄が「もしかしたら女のコかもしれない」と言った）。
普段は「ゴマちゃん」と呼ばれているが、たまにアシベの父ちゃんと母ちゃんに「ゴマ」と呼び捨てにされることもある。
アシベの転校初日、トラックの荷台から道路に転げ落ちたところを帰宅中のアシベに拾われ、そのまま芦屋一家と一緒に暮らすようになった。自分を人間だと思い込んでおり、そのうちに2本足が生えてアシベのようになって、そして将来はアシベの父ちゃんや母ちゃんのような大人の人間になると信じている。眉毛が吊り上ったり垂れ下がったりなど、人間と同様に喜怒哀楽を顔の表情に表して人間と同じ思想や知識を持って行動しようとしている。
『GO! GO! ゴマちゃん』ではアシベから「オタマジャクシはカエルより（むしろ）ゴマちゃんに似てる」と言われてショックを受け、トラウマになった事もある（第37話）。更に、同『GO! GO! ゴマちゃん』では「芦屋 ゴマ」（あしや ゴマ）というフルネームも判明している（第39話）。
海獣だけに、基本的に好きな食べ物は魚介類。その他には焼き鳥とおでん、王々軒のアッキー特製メニューの「ゴマちゃんスペシャル」などがある。魚介類と同じくらいアイスキャンディーが大好きで、フルーツ（特にバナナ）も好む。昆虫をコレクションしたこともある（ただし、大家のおばさんに捨てられた）。嫌いな動物は犬と猫（特に猫が嫌いだが、『GO! GO! ゴマちゃん』のみ登場する完治が飼っているペットの仔猫のフォトちゃんだけは例外）。食べ物では豆腐や松茸などが苦手で、『GO! GO! ゴマちゃん』では更に切り餅やアシベの父ちゃんの履くパンツも苦手である。雪の上で平気で眠れるほど寒さには強いが、反面、暑さがとても苦手である（水につけていても炎天下ではダウンしてしまう描写がある）。また、水の中や雨が大好きで池を見ると入りたがろうとするが、日常のほとんどを陸上で過ごしており、寝るときもアシベと同じ布団の中に入って眠る。
アシベたちに海水浴に連れて行ってもらったときに、海が気に入り、帰る時間になっても海から上がってこず、このまま海に帰ってしまうのではとアシベたちを心配させるが、夕暮れ時になってようやく戻ってきて事なきを得る。
なお、実際のゴマフアザラシの赤ちゃんの白い体毛は生まれてから2 - 3週間ほどで全部抜け落ち、灰色がかった成獣の体毛に生え変わるが、ゴマちゃんの体毛は作中通して真っ白のままである。
『青少年アシベ』では、体が大きく成長し芦屋家での飼育が難しくなったことから、アシベの祖父が建てた水族館に引き取られ暮らしている。繁殖によりコゴマちゃん、更に孫にあたるココゴマちゃんが産まれている。
芦屋瑞彦(あしや みずひこ)
声 - 石丸博也（OVA初期）→龍田直樹 / 津田健次郎
アシベの父であり、建設会社に勤めている大工。
ハチマキと腹巻に加え、べらんめぇ口調で喋るが、芦屋商事の社長の一人息子の御曹司であり、ケンブリッジ大学を卒業している。庶民として暮らすようになった後も「ギャンブルと聞いて、ラスベガスのカジノを基準にする」「アパートの地下に高級ワインを隠す倉庫を造る」といった、御曹司としての感覚が抜け切っていない一面もある。
大工の腕前は非常によいが、居住しているアパートを承諾もなしに、勝手に増改築して（果ては庭に池を作ったことも）は大家に注意されている。海の側で請け負った別荘の仕事で屋根裏に広大な隠し部屋を作って（炊事場や風呂、トイレなども備わっており、水道、ガス、電気などの工事にも長けているようである）、そこに一家と王々軒の人々を招待したことすらある。暑さにやられて、ある施主の家を頼まれてもいないのに3階建てにしたこともある。大工になる前の若い頃は、美術作品の評論を行っていた。サン・ピエトロ寺院のレプリカを建てるという壮大な夢を持っており、その実現の為、実父に土地を無心しようとしたことがある（目的を述べたところで断られた）。
名前は『青少年アシベ』6巻で判明。
芦屋 香(あしや かおり)
声 - 鷹森淑乃（OVA版）→佐々木るん（少年アシベ）→堀越真己（少年アシベ2） / 赤﨑千夏
アシベの母。エプロンを掛けてサンダルを履いている、少し古風な庶民派の所帯染みた主婦である。じいちゃん（父方）からプレゼントされたネグリジェをナイトドレスと間違えてパーティーに着ていったことがある。
真面目な性格で芦屋家の中でも良識的だが、ときどきゴマちゃんにいたずらをしたりするお茶目な一面もある。
『GO! GO! ゴマちゃん』では、へそくりをする性格が加えられている。
名前は『青少年アシベ』6巻で判明。

## アシベの祖父母
『少年アシベ』『少年アシベ2』には大金持ちの父方が、『COMAGOMA』には対照的に庶民派の生活をしている母方が登場。両者が同時に登場したことは無い。
アシベのじいちゃん（父方）
声 - 中博史 / 岸尾だいすけ
アシベの祖父（アシベの父ちゃんの父）。芦屋商事の社長。妻は『COMAGOMA』でアシベの父ちゃんの回想としてのみ登場。
億万長者の資産家で社屋の所在地でもある目黒区内に地平線が見えるほど広大な敷地内に、野外プールと室内温水プールを完備した屋敷を所有する。敷地の境界線には食虫植物のような奇妙な植物を柵代わりに仕込んでいる。
公私共々にスケールが大きく様々なことに興味を示し、数多くの社内行事を開催するが、飽きっぽいところもある。
少々、ユニークな性格で対抗意識が強い。そして時折、常軌を逸した行動が見受けられる。
好奇心の強い性格が高じて、暴走族とも親しくなり、集会にも参加している模様（ペッペッペッからは嫌がられている）。
収集癖があり動物も多頭飼いするのが好きで、広い庭にイグアナやセント・バーナードの牧場をつくっている。
アシベの父ちゃんからは「パパ」（時には「おめえ」）と呼ばれている。
『GO! GO! ゴマちゃん』では若者言葉を使っている他、「芦屋光太郎」という本名が付いている。
アシベのじいちゃん（母方）
アシベの祖父（アシベの母ちゃんの父）。隣町に住む。天然なところがあり、おおざっぱで楽天家。かなり子供っぽい。
アシベのばあちゃん（母方）
アシベの祖母（アシベの母ちゃんの母）。隣町に住む。
趣味はガーデニングでコンニャク料理とラッキョウが好きである。
おやつとして大きなサイズの羊羹（ようかん）をご馳走することが多いが、子供たちの間からは不評である。

## 芦屋商事とその関係者
社長であるアシベの父方の祖父については、上記を参照。COMAGOMAには登場しない。
早乙女（さおとめ）
声 - 飛田展男 / 永塚拓馬
芦屋商事の社員。個性派揃いの男性社員の中では良識的な性格。フルネームは不明。
社長が側近とするほどに優秀で、普段は穏やかだが、怒ると素手で相手を殴り付けることもある。
ペッペッペッに好意を抱いているが、なかなか思いを伝えられず、彼女には白鳥かれんに好意を抱いていると勘違いされている。挙句にはペッペッペッに服をプレゼントしようとして選んでいるところに店員から声をかけられ、慌てて言い繕ったのが仇となって店員に女装趣味者と勘違いされ、運悪く通りかかったペッペッペッから変態と認識されてしまった。
ペッペッペッ・ソーランアレマ
声 - かないみか / 北川里奈
社長秘書。大多数の応募の中から途中採用されたギリシャ人の秘書。美人で気だてが良く、日本語も上手で、男性社員からの人気も高い。
日本では変わった名前を理由に周囲から笑われることが多く、本人も気にしているのを知った社長により、愛称（「ギリシャの人」や「秘書の人」など）を考案する会議が行われたこともあったが、「そこまでしなくてもいい」という本人の要望で、結局は「ペッペッペッさん」の呼び名で落ち着いた。
社長の孫であるアシベは、彼女の名前を笑わずに受け入れてくれた初めての日本人であった。そのため、アシベとはすぐに仲良くなった（アシベからは「ペッペッペッちゃん」と呼ばれている。ただし、紹介された場が公衆の面前であり、結局周りから笑われたことから当人はアシベのこととは別に複雑だった）。
変わり者の社長に少々困惑しているが、『少年アシベ』後期では、さらに変わり者の三好礼子の面倒も見ることとなる。
本人非公認・非認識のファンクラブが存在し、そのメンバーから交代で24時間ストーカーの如く常に見守られている。車酔いが原因で倒れた時には、社内中から（誤解を受けつつ）過剰なまでに心配され、山ほどの見舞品をもらったこともある。
『GO! GO! ゴマちゃん』では、名前が呼びづらいことになっており、笑われることが無くなっている。
『青少年アシベ』では芦屋商事を離れ、ハーブティー専門店を経営している。
料理（特にお菓子）が苦手である（第51話）。
白鳥 かれん（しらとり かれん）
声 - 深水由美 / 松村沙友理（乃木坂46）
芦屋商事の社員。有能な上に社内で指折りの美人だが、性格は相当に男勝り（実際は早乙女の台詞にもあるように「オッサン臭い」のだが）で、男性社員も頭が上がらない。
無類のギャンブル好きで麻雀とポーカーに強く、彼女の同僚（主に早乙女・完治・味田）はよく麻雀に付き合わされる。
置き去りにされた子犬を放っておけずに家に連れ帰る、完治に殴られている味田を助ける、ギャンブルで勝った時に女友達、ゲームに負けた参加者を呑み会に誘うなど心優しい面もある。
手っ取り早く金を得ようと当たり馬券（それも万馬券）を偽造したことがあり、試しに知らない人物に持たせたことがあるが、偽馬券は売り場のおばさんに見破られた。
実家で両親と3人暮らしの様子。
『GO! GO! ゴマちゃん』では、台詞付きでの登場が第29話と遅く、早乙女とペッペッペッとの三角関係も描かれておらず、更にギャンブル好きな性格については全く語られていない。
原作やイラストでは髪の色が黒髪だが、テレビアニメ第1作では金茶色、第2作では焦茶色の髪である。
越 完治（こし かんじ）
声 - 茶風林 / 津田健次郎
芦屋商事の社員。実家は八百屋。仏頂面の強面で言葉遣いが悪く、機嫌が悪いと誰彼構わず頭突きをかます。大人のアニメファンを毛嫌いしていて、立ち寄った店でトラブルを起こしたこともある。その一方、無類の猫好きで女性よりも猫が好き。猫といる時のみ普段見せない笑顔を見せる。乱暴で口が悪いというイメージが強いが、比較的仲の悪い味田と一緒に休憩したりテニスに誘うなど、人間関係は良好。後輩に「仕事慣れたか?」と声をかけるシーンも見られた。バタイユの原書で興奮できるほど、フランス語が堪能な一面もある。
初登場時は大学生。すぐにトラブルを起こす粗野な性格が災いし就活に失敗し続けていた。芦屋商事の採用試験を受けた時もネクタイもせず極めて悪い態度で入社試験に臨んでいたが、入社試験時に芦屋商事に遊びに来ていたアシベが、社長と一緒にマジックミラー越しに入社試験に臨んでいた顔見知りの完治を見つけて、「完治君だ! 完治君!」と言ったことで、社長が「こいつは、好きになるかもしれないから採用しておこう」ということから採用された。『GO! GO! ゴマちゃん』では初登場した時点で社員になっており、アシベとも初登場回で知り合った。芦屋商事に入社後も実家の手伝いを行っている。またアニメ第1作第1期だけのオリジナル演出ではあるが、アシベとサカタの喧嘩を止めたこともある。
大学時代はアイスホッケーの選手。
連載途中で唯一、年齢と所属が変更になった登場人物でもある。
完治の母
駅前商店街で八百屋を経営する。真面目で優しい性格。乱暴な性格の息子に頭を悩ませている。完治は母のことを好いているが、マザコンの面もあり、危機が迫ると「おかあちゃーん!」と叫ぶ癖がある。猫嫌い。
平野（ひらの）
声 - 小林通孝
越完治の友人で、大学生の頃は一緒にアイスホッケー部に所属していた。
完治とは就活も一緒に行うなど付き合いは深く、猫の夢を見た余韻が顔に残る完治（ただし傍目にはいつもと変わらない仏頂面）を見るなり「何ニヤニヤしているんだ」と一発で見抜くなど、乱暴で無愛想な性格の完治とまともに付き合える数少ない人物の一人である。
完治と一緒に芦屋商事に採用されたが、味田が芦屋商事に入社してからは、ほとんど出番が無くなった。
味田（あじた）
声 - 鈴木勝美 / 谷口淳志
芦屋商事の社員。芦屋商事の入社試験の時に、同時に待機していた隣の女性をジロジロいやらしく見ていたため、観察していた社長に「あいつも嫌い!」と入社試験で不採用になった。
しかし、完治が採用され自分が不採用になったことに納得できないとして、完治の家の八百屋に出向き、売り物のダイコンに傷をつける嫌がらせをしたり、呼ばれても無いのにアシベの誕生パーティーに乗り込んで来て、プレゼントを渡して入社させてもらおうとするが失敗。その後、芦屋商事に何度も出向いて社長に直談判を繰り返したことで晴れて入社が叶うが、完治とは別の部署に配置してほしいと図々しくも社長に頼み込んで却下され、同じ部署、しかも机が隣にされてしまう。
何かと辛く当たる完治に陰湿な仕返しをすることもあるが、一緒に食事に行ったり夏の暑い日にロビーで一緒に涼むなど行動を共にすることも多い。
ペッペッペッの頭を無理矢理引き寄せて香りを嗅ごうとしたり、（直前に財布を失くしていたとはいえ）賽銭を投げたアシベを突き飛ばして願掛けするなど非常識で図々しい面が多々見られる。
タラコ唇に眼鏡をかけた地味かつ陰険さがこもった顔だが、眼鏡を外した寝顔は美しい（芦屋商事の貸し切りバス内で仮眠を取る際に、紙袋をかぶって寝て完治に気味悪がられたことも）。
陰険かつ粘着質な性格で、気に食わないことがあると陰湿な仕返しや立場の弱い者に狙いを付けてはネチネチといじめたりするため、上述の非常識さと図々しさも相まって周囲からほぼ嫌われている。
会社に慣れてくると図々しさが増長し、特に吹田には態度が大きくなった。また、完治にはよく殴られるため、強くなろうと柔道を習ったこともあるが武道・武術関連の才能は全く無く、手加減した子供にさえもボロ負けしていた。
初期の一人称は「僕」であったが末期には「俺」に変わっている。好物は茶碗蒸し。
味田が保有する1円玉と10円玉を除く貨幣や紙幣に自身の名字、住所、電話番号を書き、「1円玉と10円玉には書かないんだ。僕って太っ腹!」と意味不明な自慢をしている。
行きつけの喫茶店のウエイトレスに恋をしているが、そのウエイトレスからは非常に迷惑がられている。
なお、森下の多くの別作品において、そっくりなキャラクターがスター・システムとして登場している。
山本 アキラ（やまもと アキラ）、山本 マサル（やまもと マサル）
声 - 小野健一 / 遊佐浩二
芦屋商事の社員。アキラが兄でマサルが弟。共に能力に乏しく就職浪人をしていた。ある日、出会った社長が双子だということを珍しがったこと、アシベの誕生パーティーにマジックショーをさせるということで2人一緒を条件に採用した（しかし、マジックを披露する前にアシベに双子だとバレてしまった）。2人で1人分の能力しかなく職場の作業机も1脚しか用意されていないため、交代でデスクに就いている。瓜二つな顔立ちで身長・体重・血圧・視力・血糖値・ほくろの数まで同じ。そのためよく漫才をやらされる（どつき漫才を練習する場面がある）。
登場からしばらくは完治や味田らと共に登場することが多かったが、次第に出番が減っていった。
社長を間に挟んでいる時は「美しく左右対称に動け」と命じられている。
あづみ
声 - 水谷優子
芦屋商事の社員。容姿・能力などは平均的で目立たないが、完治と仲が良い。その一方で味田と山本兄弟に対して非常に冷淡で、歯に衣着せぬ物言いをする。
臭いの強い食べ物（くさやなど）が好きな上、痴漢対策として歯を磨かずに通勤電車に乗り、痴漢行為をされた際には臭い息を吐きかけることがある（会社に着いてから歯磨きをしている）。
包丁さばきだけはプロ並みに上手い。
変に根性があるようで、社内旅行でスキー場に行くことになった時も、高熱を出してフラフラにもかかわらず「新しいスキーウェアと水着とボディコンを無駄にしたくない」という理由だけで無理矢理に参加し、宿舎でベッドに一日中寝込む羽目になり、夕食はおじやを食べながらワインを飲んでいた。
原作やイラストでは髪の色が焦茶色だが、テレビアニメ第1作では黒髪であり、白鳥と逆になっている。第2作にはアッキー同様登場していない。
真理子（まりこ）
芦屋商事の社員。あづみと一緒にいることが多い。
化粧前と化粧後では自分でも自覚するほど顔が違う。
ややぽっちゃりした体型で、完治からは「タヌキのねぇちゃん」と呼ばれたこともあった。
アニメ作品では未登場に終わった。
吹田（ふいた）
芦屋商事の社員で28歳。見知らぬ人間から小学生だと思われるほどの童顔。語尾に「っち」をつけて話す。
有能ではあるが、異様なほどの食いしん坊でお菓子を食べながらでないと仕事に着手できないという面倒な気質をしている上、寝坊して退勤時間直前に出勤するなど勤務態度は極めて悪く、良識人の早乙女が激怒して素手で殴るという暴挙に出たほど。
チュっ太
吹田が飼っているネズミ（顔は吹田にそっくり）他人の家の食べ物を盗み食いして食事を済ましているが、吹田も餌付けしている様子。しかしそのような状況が災いして、ブクブク太って芦屋家の壁の穴に引っかかってしまうが、その後元に戻ったらしく、再び吹田の家に帰っていた。
木村（きむら）
芦屋商事の社員。気が小さく自己主張が苦手。いつもビクビクしている無口でシャイな男性。その反動で急に饒舌になったり突拍子もないことをして周囲を呆然とさせることも。周囲の女性に対しての美の基準は松田聖子である。
上原（うえはら）
白鳥と同じ部署に所属している。しばしば白鳥の小間使い役をする羽目になっている。
山田 洋子（やまだ ようこ）
声 - 國府田マリ子
プリマを目指し練習を続ける少女。しかし練習場を借りる金がなく公園で練習していたところを社長に誘われ、芦屋商事社内で練習をすることになる。しかし社員たちの仕事の邪魔をする結果となり、周囲から毛嫌いされてしまう。

## アシベの友人とその家族
麻原 遊馬（あさはら ゆうま）
声 - 丸尾知子 / 佐倉綾音
アシベと同じクラスで親友。クール・ロマンチストで大人びた性格。家事がまったくできない母と二人暮らしで、相当に苦労した様子が見られる。大人に対しても口が悪い一面があるが、自分を育てるために働いているんだと母の登場するドラマを正座して視聴するなど母親思いな面がある（しかし、再放送だと判った途端にだらけてしまった）。苦手なものは生魚、ニンジン、キャビア。
アシベの転校初日、アシベを無視するなど冷たい態度をとっていたが、まおが間に入ったことがきっかけで打ち解けるようになり、親友となる。
髪の色はアシベ、スガオ、まおと同様に黒髪だがOVA・アニメ第1作では焦茶色に変更されている。『COMAGOMA』では髪型を変えてイメチェンをしている。
モデルは作者の古くからの友人（現在は2児の父）。また、作者の公式SNSや公式サイトも彼が運営している。
『青少年アシベ』では多くの女子から注目を集めるモテ男になっている。
ゆうまのママ / 麻原 ジュンコ
声 - 鈴木みえ（少年アシベ）→高乃麗（少年アシベ2） / 松田颯水
ゆうまの母親で美人女優。名前はカタカナでジュンコ（51話の記者会見で判明）。外見・性格ともに派手である。
炊事や洗濯などの家事がまったくできず、いつも息子のゆうまに任せっきり。料理の味は相当に個性的らしい。
自動車免許を持っているが、運転が非常に荒い。
天地 まお（あまち まお）
声 - かないみか / 福島亜美
アシベと同じクラスの親友。周囲から「まおちゃん」と呼ばれている。数秒経ってから反応するほど反応が遅く、ほとんど「フゥー」としか話さず（『GO! GO! ゴマちゃん』では「まお、まお」としか話さない）無表情であり、おとなしく恥ずかしがり屋だが、たまに強情な表情をしている時もある。水泳と運動が苦手。
アシベの転校初日からアシベのことを気に入り、アシベとゆうまが仲良くなるきっかけを作った。
乗り物酔いしやすい体質であり、自動車に乗って酔ってしまうのはもちろんのこと、自転車、ローラースケート、肩車に乗ったりしても酔ってしまう。
顔はゴマちゃんにそっくりで、ゆうまの発想で本人の代わりにゴマちゃんをプールに入れて泳がせ、金鎚のまおが泳げるように見せかけたことがある。しかし、ゴマちゃんにそっくりな顔のせいで、サカタの兄からゴマちゃんと間違えられる度に激しい寵愛を受けることが多い。
『青少年アシベ』では高校一年生。ユミコと一緒にいることが多く、漫画執筆をサポートしている。スガオ同様、原作より台詞や喜怒哀楽が豊かに描かれている。
天地 真子（あまち まこ）
まおの妹。『COMAGOMA』の途中で生まれた。真子の名は兄のまおが命名した。
まおのパパ
声 - 宮田浩徳
まおの父親。豪華客船の船長を務めているため家にいることは少ない。船内に家族の写真を飾るなど、家族想いである。
パチンコをすることもある。
サカタの両親とは同級生で幼少時はいじめられっ子だった（サカタの母にいじめられていた）。
いびきが大変うるさいため、まおの母が録音していたりした。
『COMAGOMA』では長女の出生に伴い緊急帰国した後、アシベの父ちゃんを頼って大工職人に弟子入りして転職している。
まおのママ / 天地 みどり
声 - 水谷優子 / 大門香実
まおの母親。ファーストネームは「みどり」。まおを溺愛しており、めったなことで叱ったりはしない大甘な母親。
実弟の秋雄に対しては当初は普通に接していたが、秋雄が息子に意地悪をするため、次第に酷い扱いをするようになった。
料理が得意で来客時にご馳走をしばしば作る。
秋雄（あきお）
声 - 小林通孝 / 永塚拓馬
まおの母の弟の大学生でまおの叔父。典型的なオタク風のルックス。
姉の薦めで見合いをしたり、自らアタックすることもあるが、振られるか相手が秋雄以上の変わり者かで上手くいった例がない。甥のまおに「化膿した傷口をわざと見せつける」といった数々の嫌がらせを行い、まおからは快く思われておらず、仕返しをされることもあり、みどりからも時折怒られている。
見返りなしの良心や正義感もあるが、川の中で縄抜けの練習をしていた女性を溺れていると勘違いして川に飛び込んだり（その後、女性に殴られた）、「かごめかごめ」の最中だった中学生の集団をいじめと決めつけ、止めさせようと突撃した結果、返り討ちにされた上、交番に突き出されると散々な目に遭う。
幼少時の顔は、まおそっくりであり、それを知ったまおは深く落ち込んだ。
『GO! GO! ゴマちゃん』では、ひらおなどのカエルが苦手という設定が追加されている。
荒川 ユミコ（あらかわ ユミコ）
声 - 川村万梨阿（OVA版）→こおろぎさとみ / 古賀葵
アシベと同じクラスの少女。ツインテールが特徴で可愛らしく優しい女の子だが怒ると怖い。アシベ、ゆうま、まおの男子トリオと一緒に遊ぶこともある。
『青少年アシベ』では高校一年生となり、髪の色を黒髪にイメチェンしメガネをかけるようになり、主にボーイズラブジャンルの漫画制作に四六時中精を出している。原案サポート役のまおちゃんとは友達以上恋人未満の関係。
ユミコのパパ
声 - 園部啓一（少年アシベ2） / 岸尾だいすけ
新聞社で現役のカメラマンをしている。ユミコとルリコの二人の娘を溺愛しており、その姿をカメラに収めようとしており、娘が危ない事態に陥ってもカメラを回す空気の読まなさから娘と妻に疎まれてもいる。一方、アシベの父ちゃんに頼まれて、スガオの父に贈るビデオを撮影する時は普通に仕事をしていた。
ユミコのママ
ユミコとルリコの母親。空気を読まずに娘たちのビデオ撮影をする夫を叱ることが多い。
荒川 ルリコ
声 - 尾崎由香（GO! GO! ゴマちゃん）
ユミコの妹。まだ赤ちゃん。父に撮影されることを嫌がっており、ついにはビデオの操作をマスターし、自身の映ったテープを破壊する技術をマスターしている。『COMAGOMA』では2コマ（1ページ）だけ登場。
アニメ第1作には未登場だが、第2作では第69話に初登場した。
『青少年アシベ』では小学生となり、ファッションモデルとして活動する一面もある。
坂田 新一（さかた しんいち）
声 - 江森浩子 / 松田颯水
アシベと同じクラスの友人で、通称「サカタ」。
初期はいじめっ子で孤立していたが、兄がゴマちゃんを可愛がるようになった頃から次第に変化。周囲に溶け込んでゆく。
自分の気に入っているものに対しては一途なところがあり、安西先生やリンダなど美人には鼻の下を伸ばしており、『COMAGOMA』ではマコトに惚れている。
性格の変わり果てた兄の事を嘆いているが、兄を気遣う優しい一面も見せており、兄が風邪で寝込んだ時にはアシベに頭を下げてまでゴマちゃんを兄のところへ連れて行こうとした。『GO! GO! ゴマちゃん』ではこの出来事がきっかけでアシベと仲良くなった。
坂田 幸一（さかた こういち）
声 - 鈴木みえ（少年アシベ）→高乃麗（少年アシベ2） / 北川里奈
サカタの2歳上の兄で、通称「サカタの兄ちゃん」。サカタも頼り誇るいじめっ子だったが、ゴマちゃんに夢中になり改心、いじめっ子の影は跡形もなく消えてしまった（その様子をサカタに嘆かれたこともある）。ゴマちゃんを喜ばせるためにいろいろなプレゼントを考え出しているが（例：干物で出来たネックレスやチョコレートをコーティングした生魚など）、どれもこれも失敗作ばかり。
アシベとの初対面の際、弟から聞いていた転入生のアシベと決闘するつもりだったが、アシベは一切怖がりもせずに、スガオ君から教わった「博愛固め」でサカタの兄に強く抱きついたため、サカタの兄自身が気味悪がって逃げてしまった。その後、ゴマちゃんに夢中になってからはアシベとも積極的に仲良くなり、逆にアシベと喧嘩をする弟を咎めるまでになっている。
道路に落ちているお金をこっそり自分の物にしようとしていたところをゴマちゃんに見られてしまった時には、ものすごい罪悪感と自己嫌悪に陥り、弟から心配されるほど落ち込んでいた。
常に帽子をかぶっていたが、『COMAGOMA』ではかぶらなくなった。
下の名前は『青少年アシベ』で判明しており、後に『GO! GO! ゴマちゃん』でも第90話において逆輸入された。名前を知らないアシベたちに対し、サカタが「兄ちゃんの名前は『こういち』だ」と教えている（『GO! GO! ゴマちゃん』においては漢字表記は登場しない）。
坂田の父
サカタの父親。まおの父とは同級生で、幼少時いじめられっ子だったまおの父を心配し、慰めるために自らまおの父からいじめられる役を買って出ていた。まおの父を今でも気にかけていて、暴行を受ける役を引き受けたりする。
常にジャージ姿。性格は穏やかでおとなしい。
坂田の母
サカタの母親。初登場が連載終了間際だったため、主に『COMAGOMA』にて登場。幼少時はいじめっ子で特に同級生であった、まおの父をよくいじめていた。『GO!GO!ゴマちゃん』でも声はないが、端役で登場する。
小池（こいけ）
声 - 高乃麗
アシベの同級生。主に『COMAGOMA』にて登場。勉強熱心で眼鏡をかけた典型的な優等生タイプの少年。1年の頃の担任は安西先生。おばあちゃん子。『青少年アシベ』にも登場する。
東山 健司郎（とうやま けんしろう）
坂田が公園で仲良くなった見た目は女の子に見える男の子。アシベとは違う隣町の小学校に通う。『COMAGOMA』では3コマ（1ページ）だけ登場。マコトと同じクラス。
『青少年アシベ』で苗字が判明した。アシベからは「Kちゃん」と呼ばれるようになる。
加藤 マコト（かとう マコト）
声 - 尾崎由香（GO! GO! ゴマちゃん）
『COMAGOMA』にて登場。アシベとは違う隣町の小学校に通う小学2年生の女の子。男っぽい性格で女の子扱いされることを嫌い、普段は女の子の服装ではなく男の子の服装をしている。バレエを習っているが、本人は好きではない。
『GO! GO! ゴマちゃん』では、ゴローと共に第100話より登場。スガオとは同じ小学校に通う間柄で、アシベたちと出会うより前からの知り合いだった。なお原作では髪の色は黒髪だったが、『GO! GO!ゴマちゃん』では明るめの茶色となっている。
『青少年アシベ』ではアシベらと同じ高校に通い、ゆうまと一緒にいることが多い。
ゴロー
声 - 岸尾だいすけ（GO! GO! ゴマちゃん）
『COMAGOMA』にて登場。マコトの飼っている犬。ブル・テリアのオスで1歳。マコトとは逆に気弱で寂しがりやな上、何かある度にマコトに泣き付く泣き虫。普段の鳴き声は「ブヒブヒ」で泣くときは「オーンオーン」。アニメ版では、悪食な面も見られる。
好きなものはカエル、ゴマちゃん、ボール（アニメ版）。嫌いなものは魚、水辺、一人ぼっち。

## 小学校の人々とその関係者
南（みなみ）先生
声 - 水谷優子 / 赤﨑千夏
アシベのクラスの担任教師。未婚の上、老け顔であることを気にしているが（吹田よりも年下なので27歳以下）、正義感が強く真面目な性格で児童を思いやる優しい先生。
眼鏡を外すとアシベの母ちゃんにそっくり。
『GO! GO! ゴマちゃん』ではスガオの家庭教師に惚れている（実際には会ったことがない）他、下の名前（洋子・ひろこ）が付けられている。
安西（あんざい）先生
声 - 麻見順子 / 佐倉綾音
アシベの隣のクラスの担任教師。右目に泣きぼくろがある。
サカタの弟から恋心を抱かれていたが、リンダの登場によって興味をなくし「おばさん」と呼ばれたことがきっかけで結婚することとなった。
南先生とは仲は良いものの彼女から対抗心を抱かれることもある。
天堂（てんどう）先生
声 - 飛田展男 / 遊佐浩二
アシベの通う小学校の体育教師。副担任。運動神経抜群で、筋肉質の肉体美を誇る。同時に極端なナルシストで何かと上半身裸になっては自身の肉体美を周囲にアピールする。
常軌を逸した天然ボケで、教師でありながら社会的常識に著しくかけており、鈍感で物忘れが激しく、深い考え事をすると眠ってしまう楽天家ゆえ、よく南先生に怒られている。
常識の無さと肉体美自慢のため、真冬でも半袖の服を着ている・雨が降ると裸で出勤する・公園の噴水で泳いだりなどする変わり者だがアシベたちからは慕われているシーンがある。
多くの女性をナンパし、相手おかまいなしに付きまとうが、新しい彼女ができると前の彼女を忘れる性格の持ち主。
母親参観の際に注目されようとトレーニングをしたり、手書きの自画像を教室に貼るなど目立ちたがりである。それが高じて安西先生と張り合おうとしたこともある。
『GO! GO! ゴマちゃん』では身体能力の高さが強調されている他、下の名前（大地・だいち）が付けられている。
シャンソンが好きだが音痴。
『QQゴマちゃん』では小豆島の学校の勤務から戻ってきた。
佐藤 千里子（さとう ちりこ）先生
『COMAGOMA』にて登場。アシベのクラスの担任教師。体育会系で男性にモテる。常にTシャツとジャージの個性的なスタイルである。後に、愛称「ついてない君」と結婚する。
もとは『ここだけのふたり!!』のキャラクターで、ついてない君との間に1男2女をもうけていた。
星野 いづみ（ほしの いづみ）先生
『COMAGOMA』にて登場。アシベの通う小学校の教師。美人で穏やかでマイペースな性格。重機（建設機械）マニアであり、自宅にはパワーショベルのバケットをソファーの代わりに置いている。
大宅 真也（おおたく しんや）先生
『COMAGOMA』にて登場。アシベの通う小学校の教師。平凡な先生だがカブトムシの幼虫の孵化に情熱をかける昆虫マニア。
校長先生
『COMAGOMA』にて登場。アシベの通う小学校の校長。常に派手で個性的な格好をしていて、目立ちたがり屋。
教育者としての理想が高いがいつも空回りしてしまう。
まゆみ
声 - 江森浩子 / 真野あゆみ
女子大生。天堂先生の第一の恋人。変わり者で無神経な天堂先生と別れたがっていた。天堂先生には田舎の実家にまで追跡された。
骨折して入院した天堂先生にすっかり忘れられてしまうが、後に気にかけたこともある。
『GO! GO! ゴマちゃん』では、天堂先生のお見合い相手として登場。
かしこ
声 - 鈴木みえ
まゆみの女子大の同僚。たらこ唇で天堂先生はあまり興味を示さなかった。
別作品『なんでもないの』に同様の人物が存在している。
『GO! GO!ゴマちゃん』では登場しなかったものの、彼女の役割は南先生に引き継がれた。
エリカ
声 - 丸尾知子
天堂先生の第2の恋人。天堂先生が骨折し入院した病院のナースで、退院後に職場にまで押し掛けられる。同僚の黒髪でロングヘアーのナース（声 - 坂本千夏）と一緒にいることが多い。
マサコ
声 - 水谷優子
エリカの勤務する病院に入院していた患者で天堂先生の第三の恋人。
高熱に苦しんでいたが手術後に健康を取り戻す。
天堂先生には病院で亡くなった、と伝えて欲しいと言い残し退院したが、街で鉢合わせした天堂先生から「死んだマサコのそっくりさん」と勘違いされ結局、交際する羽目になる。
基本的には穏やかな性格で一人暮らしをしている。
ノリコ
声 - 川村万梨阿
「いらっしゃいませ」「買っちゃえ、買っちゃえ」が口癖で、常に笑顔のデパート店員。ナンパしに来る天堂先生に対し、滅多に着ないスーツなどを大量に押し売りしていたが、そのことをまゆみたちに咎められスポーツ用品売場へ異動する。天堂先生以上に周囲の話を聞いていない。その後コンビニの店主と結婚し退社。仕事熱心でデート中の喫茶店でも「いらっしゃいませ!」と叫んでいた。
鱶田（ふかだ）
声 - かないみか
天堂先生に恋をしている女子大生。すでに20歳を過ぎているが小柄で童顔なため、小学生だと思われてしまうことも多い。天堂先生に会うためなら他の女性を利用し、騙すなど手段を選ばず、ストーカーのような行動に走るが、天堂先生からはパシリ扱いされている。しばしば安西先生からアドバイスを受けている。酒癖が悪い。
北尾 ミオ（きたお ミオ）
アシベの学校に来ていた教育実習生。児童から投げられた質問に対してあけっぴろげに答えたり、小学校に侵入した鱶田に対して小学生と間違えた上、手を挙げるなどの態度をとる。実習終了後に大学の講義を抜け、遊びに来てしまったこともある。
別作品『なんでもないの』によく似た人物が登場している。
ついてない君
『COMAGOMA』にて登場。幸運に巡り会えない人のためこんなあだ名をつけられている（本名は「一郎（いちろう）」）。佐藤先生の彼氏であり、その後佐藤先生と結婚する。実は彼の旧姓も佐藤。
吉本（よしもと）先生
南先生の中学時代の担任。
高橋（たかはし）
南先生の中学時代の同級生。現在でも中学時代と外見が変わらず、洒落のつもりで同窓会に制服を着用して参加した。しかしすでに子供がいて会社の役職は係長である。

## 王々軒とその関係者
アッキーや西尾ヒトシは作者・森下の初期の作品や『ここだけのふたり!!』にもクロスオーバーで登場している。なお、COMAGOMAには登場しない。
両々（リャンリャン）
声 - 川村万梨阿 / 古賀葵
中華料理店「王々軒」（わんわんけん）で働いている女性。店主である父と2人で暮らしている。
アシベとの出会いは、両々自身が出前に出かけている最中、道端で襲われていたところを目の前を歩いていたアシベに知らず知らずのうちに助けられたことがきっかけであった。前髪以外は幼い頃から、ほとんど切っていないらしい。
『GO! GO! ゴマちゃん』では先述の秋雄同様、ひらおなどのカエルが苦手という設定が追加されている。
王（ワン）さん
声 - 茶風林 / 岸尾だいすけ
両々の父で、王々軒の店主。小柄で犬の耳のような髪型のため、よく犬に間違えられる。作者が昔住んでいた近所の焼き肉屋のおじさんがモデルらしい。
『GO! GO! ゴマちゃん』では、犬ネタの代わりに、客から棒棒鶏（バンバンジー）が注文された時、その客の目の前で「バンジー!!」と叫びながら天井からバンジージャンプが持ち味になる。
リコ
声 - 麻見順子 / 松田颯水
王々軒でアルバイトをしている短大生。アシベたちの知人として初登場し、ベビーシッターやレストランのウェイトレスを経て、王々軒に移籍。初期は軽薄な言動も多く、初対面のころはアッキーに反発していたが、次第に恋仲になる。
髪の毛を一方の真横に縛っているため、ゴマちゃんが初めてリコに対面した際、「頭に尻尾が生えている」と思い怖がっていた。
『GO! GO! ゴマちゃん』では、初登場時点で王々軒勤め。
『QQゴマちゃん』ではアッキーと結婚し、ルルという娘がいる。王々軒に勤めながら子育てをしている。
アッキー
声 - 塩屋翼（少年アシベ）→柏倉つとむ（少年アシベ2）
王々軒でアルバイトをしている男性。小柄な医大生。本姓は沢田（さわだ）。語尾に「の」「なの」とつけて話す。リコとは初対面の際「ケッ!」と言われ、それ以来互いに張り合っていたが次第に恋仲になった。
世話好きで出前先にて風邪で寝込んでいた男性を仕事中にもかかわらず、一生懸命に看病したことがある。
当初はゴマちゃんを見て怖がっていたが、勇気を出してゴマちゃんを抱きしめたのをきっかけにゴマちゃんのことが好きになる。ある日、元気の無い表情だったゴマちゃんを見ていて、ゴマちゃんの大好物である魚介類をふんだんに使った特製メニュー「ゴマちゃんスペシャル」を考案し、早速料理したところゴマちゃんは大喜びし全部食べて、それ以来ゴマちゃんが元気になった。それ以降、芦屋家から度々注文を受けている。『QQゴマちゃん』ではリコと結婚していたことが判明。
西尾 ヒトシ（にしお ヒトシ）
声 - 小林通孝
小柄で禿頭の謎の男性。普通に服を着るのが嫌いで、いつもパンツ一丁にコートという典型的な露出狂スタイル。登場する時も露出狂よろしくそこにいる人物の前でコートを広げる。その際、常に笑顔である。その上、原作では全く言葉を話さない（ただし字は書ける）ため、周りからは変質者と思われることが多い。しかし、性格はとても親切で、雨に降られて困っていた両々にコートを渡し立ち去ったことがあり、それ以来両々と親しくなる。服の類をプレゼントされても身に着けようとしない。王さんから怒られるのを避けるため、半裸でもできる仕事として近所の銭湯で清掃の仕事をしている（両々への手紙に「暖かいところで仕事を見つけて暮らす」とあったことから両々は遠い街へ行ったと勘違いしたが、実際には暖かい場所である銭湯だった）。なかなか両々と会えずにいたが、最終回で再会を果たす。周りからは「ヒトシくん」と呼ばれている。
『GO! GO! ゴマちゃん』第1期には未登場。同作第2期第35話以降で登場したが、笑い顔のままで無声である。
子犬
声 - 茶風林
アッキーが知り合った子犬。王にそっくり。アッキーは店で飼おうとしたが、断られた為、王に親を演じさせて、引き取ってくれる人を探すことにした。結局、引き取り相手は見つからず、アッキーが時折面倒を見るようになる。
王の母
王の母親で両々の祖母。故人であり、王の回想内のみの登場。

## アシベの父ちゃんの仕事仲間
後の『COMAGOMA』より、娘の誕生をきっかけに豪華客船の船長を辞め、アシベの父ちゃんを頼りに大工に転職したまおちゃんのパパが加わっている。
親方
声 - 茶風林
父ちゃんが勤めている建設会社の社長（親方）である。
タカ
父ちゃんの同僚の大工である。通称・タカさん。
エイジ
声 - 小林通孝
父ちゃんの後輩の大工。
先輩の大工であるアシベの父ちゃんを「アニキ」と呼び尊敬している。原作では両親と妹と同居している様子。
大原 さくら（おおはら さくら）
『COMAGOMA』にて登場。父ちゃんが勤めている建設会社の事務員。後にエイジと恋仲になる。

## アパートの住人
大家
声 - 中博史
芦屋家の住むアパートの大家で、アパートの1階部分に居住。
アパートを勝手に改築する芦屋家が悩みの種。
趣味の書道は、出店の看板を頼まれるほどの腕前だが、絵の方は相当にシュールな描写。
大家のおばさん
声 - 一龍斎貞友（少年アシベ）→仲須友香（少年アシベ2）
芦屋家の住むアパートの大家の妻。何かと騒ぎを起こす芦屋家に苦労しているが、面倒見が良くゴマちゃんのことも可愛がる。ナメクジが苦手らしい。
『GO! GO! ゴマちゃん』では、声はなしで端役で登場している。
隣の浪人生
声 - 飛田展男
芦屋家の隣に住んでいた浪人生で麻雀好き。両親は青森県に在住。
他人に迷惑をかけるのもかけられるのも嫌で騒がしい芦屋家を迷惑に思っている。
後に大学に合格し、アパートを去った。
山田（やまだ）
浪人生と入れ替わりで芦屋家の隣に引っ越してきた富豪の男性。
芦屋家の住むアパートに引っ越したきっかけは物件を見て回っていた際に隣から聞こえてきた「キュー」という声の正体（ゴマちゃん）が気になったため。
性格は相当に強引でマイペースで派手。犬好きで多くの犬を知り合いに持つ。好きなテレビ番組は『2時のワイドショー』。芦屋家や坂田の弟に付きまとうため、彼らからは迷惑に思われている。特にアシベの祖父とは張り合うことが多い。
既婚者だが、長男夫婦にワニを飼うことを反対されたため、家出していた。その後、迎えに来た長男夫婦と共に家に戻る（家出中に孫が生まれた）。それまでの部屋には引き続き娘のリンダが住むことになった。家族を名前ではなく普通名詞（嫁、娘）で呼ぶ。人間の子供より動物のほうが好き。
彼とその家族は別作品『ゴージャス父』（短編集『カッパ天国』収録）の登場人物で、本作に登場したときは『ゴージャス父』の連載後でありクロスオーバーとなっている。
山田 リンダ（やまだ リンダ）
山田の娘。容姿も言葉遣いも大人びていて礼儀正しい女子高生。
趣味は乗馬で、愛馬「よど号」を飼う。
家に戻った父が住んでいた部屋に引っ越すが、人並み外れて不器用なため、簡単な料理すらできない（本人はこれにかなり悩んでいた）。それゆえに芦屋家・サカタ家に居座ったこともある。サカタ弟に一目惚れされる。
最終巻で初登場したが、『COMAGOMA』には登場していない。
『青少年アシベ』では主要キャラの一人。兄が経営する「ノブナガコーポレーション」の副社長。アシベのことを溺愛しているが、アシベからは嫌がられている。カナヅチ。愛馬は「第二よど号」になっている。

## 吉田食品
吉田（よしだ）社長
冷凍食品会社「吉田食品」の社長。東海道新幹線の食堂車で偶然相席となった芦屋社長とは出張旅行で親交を深めた。関西在住で関西弁を話す。アシベに「映画を見せる」と言って見せたのが会社案内のビデオだったりと、芦屋社長とは対照的にケチ。トラブルメーカーの三好に手を焼いている。
三好 礼子（みよし れいこ）
吉田社長の秘書。美人だが出勤前にスカートを穿き忘れるほどのドジ。天性のトラブルメーカーで、知らず知らずに行く先々でトラブルを起こしてしまう。麻雀初心者であるにもかかわらず、白鳥に勝ったことがある。

## 阿南一家
阿南 スガオ（あなん スガオ）
声 - 鈴木みえ（少年アシベ）→高乃麗（少年アシベ2）/ 東山奈央
アシベの親友。無口無表情かつ怖い目つきのせいで強面だが、実際は泣き虫（『GO! GO! ゴマちゃん』では「シクシク…」と声を立てて泣く）。嬉しいときには、ピースサインをする癖がある。特技は手先の器用さとアシベに伝授したこともある「博愛固め」という暴漢撃退術。しかし、壊滅的な美的センスの持ち主で、気持ち悪い花やお面をチットちゃんにプレゼントしようとして怒られ、ママに落胆されている。
アシベが転校したことから離れ離れになった後、寂しい日々を送り、スガオのママに作ってもらったアシベ人形を片時も放さないほど、アシベを恋しがっていた。
その後、父親の転勤のためにネパール（アスニクル）に転居し、今度はフランス領の孤島であるコラコラ島（架空）に転居することになるが、終盤で日本に帰国し、アシベと同じ町で暮らせるようになった。『少年アシベ』最終回最終コマは2人が再会する一瞬前のショットとなっており、結局この2人は全話を通じて平行描写され続けた。
『COMAGOMA』ではアシベの通う小学校へ転入し同じクラスとなり、泣き虫の部分は外国生活により改善され、ワイルドになった。『GO! GO! ゴマちゃん』では、アシベたちとは違う隣町の小学校に通い、加藤マコトとはクラスメート。
『QQゴマちゃん』ではアシベたちとクラスメートで、普通に会話するようになった。
『青少年アシベ』では高校一年生となり、変わらずアシベの一番の親友。一貫して無口無表情であった原作とは異なり、台詞も喜怒哀楽も豊かになっている。ネパールに住むチットと遠距離恋愛をしており、渡航の資金を貯めるためネパール料理店でアルバイトをしている。180cmに迫る長身とツリ目も健在なものの、基本的に誰に対しても優しく、家族想い。
阿南 英雄（あなん ひでお）
声 - 小野健一 / 遊佐浩二
スガオの父。顔つきは息子にそっくり。転勤（主として海外）を言い渡されることが多く、家族を振り回す。方向音痴で、ネパール（アスニクル）にいた頃は散歩中によく遭難していた。飲酒するとまっすぐ帰れるようになる特異体質を持っており、妻から「遅くなる時はお酒を飲んでこい」と言われるほど。のんきな性格だが、現地スタッフからの評判は良い。
なお、一度だけだが「転勤するのでもうすぐアシベ君に会える」とスガオを安心させるための嘘をついた。だが、信じ切った息子は3日以上も寝なかった上、嘘と知ったショックで1週間も寝込んでしまい、激怒した妻に制裁を食らった。
『青少年アシベ』4巻にて名前が判明。スガオのバイト先の店に入り浸っており、スガオのバイト代はほぼ飲食費に消えてしまう。
阿南 真由美（あなん まゆみ）
声 - 川村万梨阿、水谷優子 / 佐倉綾音
スガオの母。当初は髪を流していたが、ネパール（アスニクル）での生活が始まってまもなく、黄色いリボンを後ろ髪に結んでいる。
美人で優しい性格だが、転勤で家族を振り回す夫に対して、内心では不満を抱いている。しかも夫が「転勤するのでもうすぐアシベ君に会える」と嘘を言ったのを知るや激怒し、ビール瓶で殴りケガを負わせたこともある。ネパール（アスニクル）では居座ってしまった家庭教師とイエティに悩まされた。
『青少年アシベ』2巻にて名前が判明。
阿南 アミル（あなん アミル）
『青少年アシベ』にて初登場。原作ラストよりずっと後に産まれたスガオの妹。初出時は幼稚園児で、スガオが高3の時に小学校に進学した。面倒見のよいスガオを慕っている。
カルロス
『COMAGOMA』にて登場。元々はマコトの家で飼われていたがのちに阿南家で飼われる。おたまじゃくしのころから大きい巨大カエル。
ミケロット
『COMAGOMA』にて登場。阿南家で買われている猫。最初は普通の子猫だったが、冬を越した後の再登場で巨大な姿に。カルロスを従える。
多田 勘太（ただ かんた）
声 - 西川幾雄（少年アシベ）→中博史（少年アシベ2） / 岸尾だいすけ
スガオの家庭教師を務める日本人の修行僧でホーリーネームはウシャ・カンタ。ネパール（アスニクル）語が分からず、学校の授業に付いていけないスガオのために両親が依頼したことで、スガオの家庭教師を引き受けることになる。
阿南家に居候するようになってからは、次第に厚かましい性格になり、食費も入れず、家事も手伝わずにいることから、疎まれるようになり、同様に居候しているイエティからも邪険に扱われる。本人も居候ぶりを恥じているところもあることや、それでもスガオに勉強を教え続けていることから、辛うじて阿南家に居候できているが、スガオの作品で商売をしようとしたこともあるため、性根はかなり図々しい。『GO! GO! ゴマちゃん』では、プリンが大好物になっている。
アニメ第1作ではスガオの両親がお見合いをセッティングしてくれたことがあるが、お見合いのために借りたスガオのパパのスーツに文句をつけたり、緊張から全くしゃべれなくなったために止むなく両親が「聖者をしている」とフォローを入れたが、あっさりと断られ、大泣きしながら壁に額を打ち付け、「お2人のせいですからね」と逆恨み全開の表情を浮かべた後、気絶している。
阿南家がコラコラ島に転居した際も同行したが、日本帰国の際は「知人の女性（ボラの姉）の水着姿が見たい」という理由で島に残留。『GO! GO! ゴマちゃん』では、アスニクル共和国に残留となったが、日本での阿南家での生活を諦めきれず、第119話・最終話（第120話）において、密航で来日。空腹に苦しみながらも阿南家を目指すが、お師匠様の手でアスニクルに連れ戻される。
『青少年アシベ』ではコラコラ島で暮らし続けている。現地で通訳をしている日本人女性と結婚することになり、阿南家の人々を招待した。
阿南 姿（あなん すがた）
『青少年アシベ』2巻にて初登場。スガオの祖父で英雄の父。82歳(初登場時)と高齢だが現役のスタントマン。妻の樹里には先立たれており、それを未だにひきずっている。一人称は「オイラ」。

## ネパール / アスニクル共和国の人々
原作ではネパールだが『GO! GO! ゴマちゃん』ではアスニクル共和国という架空の国に置き換わっている。阿南一家が日本に帰国した後も度々登場。
チット
声 - 深水由美 / 赤﨑千夏
スガオのネパール（アスニクル）でのガールフレンドで可愛らしく穏やかな少女。
スガオと親しくなってからは、頻繁に阿南家に出入りし、一緒に勉強したりするようになった。たまに喧嘩もするがスガオのことが好き。
スガオ一家が会社の都合でコラコラ島へ転居した時には「スガオ…大人になったら会いに来てね」とつぶやいている。少々、独占欲が強い面があり、コラコラ島へ転居したスガオから送られて来た写真に一緒に写ったボラに嫉妬したり、スガオにまつわりつくイエティに対して反発した時期もある。
『GO! GO! ゴマちゃん』では日本に帰国したスガオに会いに行く決意を固め、第119と最終話（第120話）において、アシベの祖父の計らいにより、イエティとミニイエティとお師匠様と共に日本を訪れ、スガオと再会。彼の友人たちとも出会い、巻き毛に持たせていた、クリスマスプレゼント用のマフラーも渡すことができた。
『青少年アシベ』でも登場。ネパールで学校に通い、スガオとビデオ通話を使った遠距離恋愛中。また、「チットチット・プー」というフルネームが明らかになる。
イエティ
声 - 鈴木勝美 / 津田健次郎
ネパール（アスニクル）の山の守り神であるイエティの子供。
子供ながらも普通の人間よりずっと大柄な体格だが、両親はさらに巨大。
スガオのことをたいそう気に入って、山から下り阿南宅に居着いてしまったが、次第に人間の言葉を理解し、家の仕事を手伝ったりするようになる。独占欲が強くスガオと親しいアシベやチットに嫉妬し、会わせないように画策したこともある。長い体毛のため暑さに弱く、夏になると止むを得ず山に帰ろうとするが、体毛が短い夏毛に生え変わったため留まる。後に小イエティたちと一緒に暮らすために山へ帰った。怠け者の家庭教師に対しては冷たい。時々、離れて暮らす母を恋しがる。
性別は不明だが、山へ帰った直後にパパから「今、出て行ったら男らしくないぞ」と言われている。
『GO! GO! ゴマちゃん』ではチット同様、スガオに会いに行こうとして、アスニクル空港で騒ぎになってしまうが、その際のニュースをアシベの祖父が観ていたことから、チットやイエティたちを日本に招待することにした。来日後、阿南家のクリスマスパーティーにも参加。
お師匠様
声 - 津田健次郎（GO! GO! ゴマちゃん）
多田の師匠。
唯一神と交信できるという徳の高いネパール（アスニクル）の行者だが、その割に雪山で遭難したり、阿南家のクリスマスパーティーに隠れて参加したりしている。
コラコラ島に肌の色が異なる以外、瓜二つの人間がいる。
『GO! GO! ゴマちゃん』の第119話・120話において、チットたちと共に日本を訪れ、阿南家のクリスマスパーティーにも参加。
小イエティ/ミニイエティ
声 - 松田颯水（ミニイエティのパパ、GO! GO! ゴマちゃん）、古賀葵（ミニイエティのママ、GO! GO! ゴマちゃん）
子供のイエティ。鳴き声は「ピー」。
ある日、阿南宅前に群れていた。間もなく髭を生やした父と乳の腫れた母が現れる（子供が多すぎて育てられず、置き去りにしたらしい）。大人と子供で大きさが変わらないため、イエティとは別種の模様。阿南一家が去ってからは、山でイエティと仲良く暮らしている。
『GO! GO! ゴマちゃん』では名称がミニイエティに変更されており、阿南一家やチットからは巻き毛の愛称で呼ばれている。第119話と最終話（第120話）において、チットたちと共に日本を訪れ、阿南家のクリスマスパーティーにも参加。
不良少年たち
声 - 高乃麗、江森浩子、かないみか
スガオのネパールでの友人の3人組。不良少年と言われているが、やることは「ユキヒョウの子をさらってくる」「でんぐり返しをする」など他愛ない。チットはスガオが彼らと関係を持つことを快く思っていないが、スガオの両親は彼らとの交際を咎めはしなかった。別れ際にスガオにユキヒョウの子をプレゼントしようとした。
『GO! GO! ゴマちゃん』では未登場。
ララ・ライト
『青少年アシベ』で初登場。チットのクラスメート。チットに片想いしており、あの手この手でスガオとの仲を妨害する。村長の息子であり傲岸不遜なものの、ネパールの将来を背負う高い志をもつ。背が低いことがコンプレックス。

## コラコラ島の人々
ボラ・ボラーレ
フランス領の孤島コラコラ島に住む少女で、スガオの友人。ワイルドで淡泊な性格で漁が上手。大人顔負けのスタイルを持つ13歳の姉がいる。ボアのことを大切にしていて、ギーコが蹴ってきた際には撃退していた。ボア以外の蛇は、頭を踏みつけたりしている。『GO! GO! ゴマちゃん』ではコラコラ島に転勤になっていないため登場はしない。
『青少年アシベ』でフルネームを自ら名乗った。成長したスガオには目もくれず、アシベに一目惚れしてすぐに打ち解ける。
ボア
ボラの飼っているニシキヘビ。おとなしいうえに、気が弱く泣き虫でギーコから暴行を受けてばかりいる。
チュリー
阿南家のコラコラ島でのホームヘルパー（この場合「お手伝いさん」）。5ヶ国語を話せ日本語も達者だが、日本人観光客の「-だしぃ」という乱れた言葉遣いから日本語を習ったため、語尾に「だし」とつけて話す。太り気味なのを気にしている。ギーコを「悪魔の鳥」とみなし嫌う。「動物は食べる以外殺してはダメ」と蟹を殺そうとしたスガオをたしなめるが、ボアに左足を噛まれたときは右手でパンチを喰らわせた。
ギーコ
スガオがコラコラ島で飼っていた小鳥。「ギー」「ギャー」などの金切り声の鳴き声を理由にスガオの父に命名された。獰猛で気に入らない相手に頭突きやキックなどの暴行を加えることもある。与えられたエサをきれいに食べないことを理由にパパに叱られた時、叱られるのを回避しようとして大人しく可愛らしいふりをしたこともあるが、パパに見破られた。ヒナの頃、木に登って来たボアに怯えて落下。怪我をして飛べなくなったことからボアをいじめる。阿南家が帰国する日に空を飛べるようになり、同行せずコラコラ島に留まった。

## 『GO! GO! ゴマちゃん』のみの登場人物
親方サブ
声 - 不明
第24話と48話にて、ゲスト出演。
初出は作者の森下裕美の漫画「36寿司」に登場するキャラクターで、ロクと2人で寿司屋を経営している。
ひらお
声 - 松村沙友理
第35話より登場するオリジナルレギュラーキャラクターのアマガエル。鳴き声は「ケロッ」「ケロケロッ」。名前の由来は「（そのカエルは）平泳ぎが得意だから」ということでアシベが命名した（第37話）。
王々軒でアシベとゴマちゃんに出会い、料理の食材にされて結局食べられてしまうのではないかと心配した彼らに救出されて以来、芦屋家で一緒に暮らすこととなる。
特にゴマちゃんとは仲がいいが、場合によってはゴマちゃんに食べられそうになる事もある。
基本的に原作未登場のキャラクターであるが、原案は作者の森下裕美の手によるものとなっている。
尾又 たまお（おまた たまお）
声 - さとう珠緒
第50話と第77話、第116話に登場。
アイドルグループ「GOMA49」（ジーオーエムエー フォーティナイン）のメンバーで、センターを担当している。ゆうまのママとは、ドラマで共演する。
ゴマボ
声 - 河村梨恵
第67話および第68話で登場し、その後、第89話、第96話、第120話にも再登場。
声がアシベそっくりに作られたゴマちゃん型ペットロボット。芦屋商事で開発された。多機能だが、ハイテク機器過ぎたせいか発言がすべて直球かつ辛辣で毎回みんなを落ち込ませてしまう。もっと外の世界を知りたいと話し、紆余曲折を経てアスニクル共和国に辿り着き、スガオとチットに拾われた。スガオがゴマボをかわいがることに嫉妬したチットやイエティと険悪な仲となるが、最終的に仲良くなり、写メ1枚をアシベのもとへ送信してアスニクルで壊れた（機能停止した）。
それからかなり経ってスガオが日本に帰国した後、アシベの家に遊びに来た際にゴマボの写メがスガオの後ろ髪であったことが判明。チットに会いたいというスガオのため、芦屋商事の完治たちの協力を得て再起動用の信号が送られる。スガオの家庭教師（多田 勘太）のガラクタの中に紛れていたゴマボが再起動し、アシベたちの依頼を受けた多田がゴマボをチットに届けるため奔走。ズタボロになりながらもチットのもとへたどり着くが、ゴマボのバッテリーが切れチットと会話する前に機能を停止した。なお、スガオがチットと直接会話することはかなわなかったが、多田がスガオからの伝言を伝えたことでチットを安心させることはできている。
第96話ではペッペッペッさんの依頼でチットに送り返してもらったゴマボが芦屋商事で再整備された状態で再登場。完治のシステム調整で再起動し、サカタを負け犬と罵るなど好調な様子を見せた。その後はアシベのことを忘れて水族館にいついてしまったゴマちゃんを呼び戻すために、備えられた機能を駆使して状況分析を行った。
なお、ゴマボ（GOMABO）は、G（がんばって）、O（温泉旅行に行けるよう）、M（みんなで）、A（芦屋商事を）、B（ブイブイ言わせよう!）O（おつかれさん…!）の略語でもある。
フォトちゃん
声 - 尾崎由香
第86話以降より不定期で登場する完治が飼っているペットの仔猫。鳴き声は「ナノナ」。
初出は作者の森下裕美の漫画『なのな フォト ゴロー』に登場する架空の猫の名前。
ドットちゃん
声 - なし
第95話と第96話に登場したジンベエザメの赤ちゃん。水族館から逃げ出して川で迷子になっていたところをゴマちゃんと出会い仲良しになる。
水族館に戻った後も水槽でゴマちゃんと一緒に泳いだり、ゴマちゃんの新しい海の友達となった。

## 『青少年アシベ』のみの登場人物
明智（あけち）
アシベたちのクラスの担任教師。
加藤 希望（かとう のぞみ）
アシヤ水族館の飼育係。ゴマちゃん一族の飼育に当たっているが、時折裸になって水槽で泳ぎ出すアシベには手を焼いている。
白木 皇子（しらき ルイ）
そのキラキラネームとは裏腹に老けた見た目の中学生の少年。姿が主催するボウリング大会に参戦しパーフェクトゲームを続けるが、母親(名前は「女王」)から電話が来て「家族との時間が大切なので」と途中で帰宅してしまった。絵を描くのが得意。
矢追 エミリ(やおい えみり)
アシベたちの同級生の女子。水泳部に所属。11にんきょうだいで、1学年上の姉(双子)と合計8人の弟・妹がいる。